# Rawalpindi (Distrikt)
Der Distrikt Rawalpindi ist ein Verwaltungsdistrikt in Pakistan in der Provinz Punjab. Sitz der Distriktverwaltung ist die gleichnamige Stadt Rawalpindi.
Der Distrikt hat eine Fläche von 5286 km² und nach der Volkszählung von 2017 5.405.633 Einwohner. Die Bevölkerungsdichte beträgt 1322 Einwohner/km². Im Distrikt wird zur Mehrheit die Sprache Panjabi gesprochen.

## Geografie
Der Distrikt befindet sich im äußersten Norden der Provinz Punjab, die sich im Westen von Pakistan befindet, und grenzt an die Hauptstadt Islamabad an. Flüsse, die durch das Gebiet fließen, sind der Indus und der Jhelum.

## Geschichte
Der Bezirk Rawalpindi wurde unter britischer Herrschaft als Teil der Provinz Punjab gegründet. Der Distrikt erhielt seine heutigen Grenzen im Jahr 1904, als Attock als separater Distrikt abgespalten wurde.
Im Jahre 1960 wurde das Hauptstadtterritorium Islamabad aus Teilen des Distrikts geschaffen.

## Demografie
Bei der Volkszählung 1901 durch die Briten hatte der Distrikt 558.699 Einwohner. Mit der Gründung von Islamabad als Hauptstadt Pakistans in unmittelbarer Nähe erlebte das Gebiet einen starken Aufschwung und Bevölkerungszuwachs. Der Distrikt zählt heute zu den am stärksten urbanisierten Regionen Pakistans.
Zwischen 1998 und 2017 wuchs die Bevölkerung um jährlich 2,52 %. Von der Bevölkerung leben ca. 53 % in städtischen Regionen und ca. 47 % in ländlichen Regionen. In 888.765 Haushalten leben 2.741.872  Männer, 2.663.075 Frauen und 686 Transgender, woraus sich ein Geschlechterverhältnis von 103 Männer pro 100 Frauen ergibt und damit einen für Pakistan üblichen Männerüberschuss.
Die Alphabetisierungsrate in den Jahren 2014/15 bei der Bevölkerung ab 10 Jahren liegt bei 83 % (Frauen: 76 %, Männer: 90 %) und damit deutlich über dem landesweiten Durchschnitt.
| Jahr | Einwohnerzahl |
| ---- | ------------- |
| 1972 | 1.744.949     |
| 1981 | 2.121.450     |
| 1998 | 3.363.911     |
| 2017 | 5.405.633     |